# 이자 (가수)
이자(Iza, 1990년 9월 3일 ~ )는 브라질의 싱어송라이터, 댄서이다.

## 음반 목록
- Dona de Mim (2018)